# Lolkje Anema

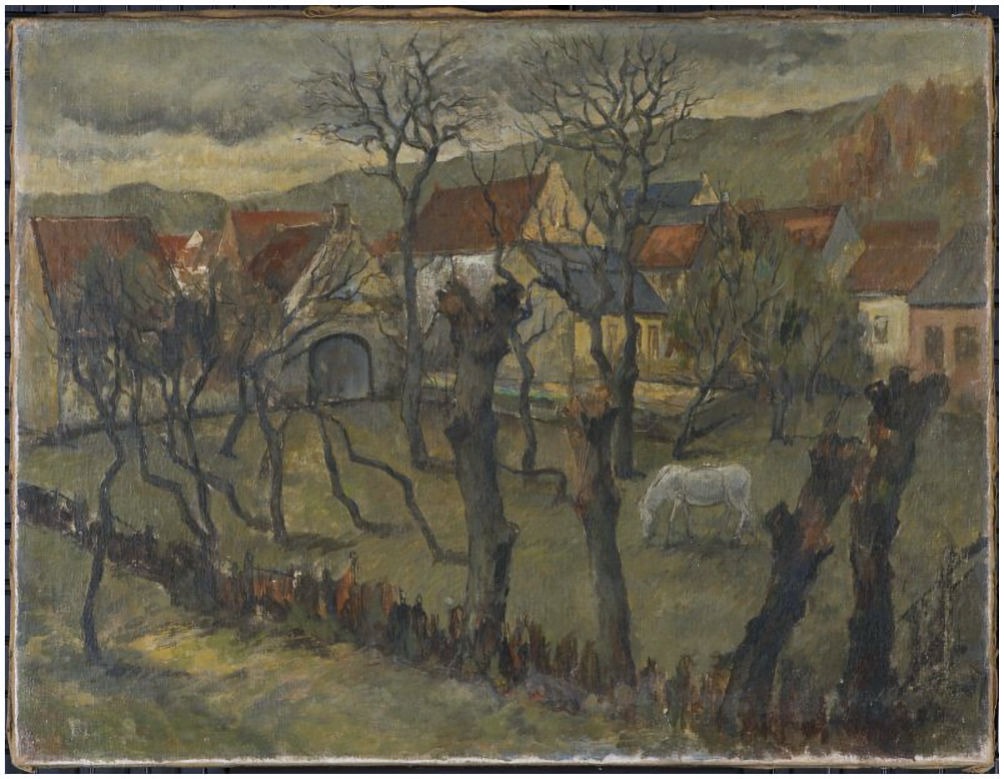
Landschap met dorp in Zuid-Limburg, collectie Fries Museum.

Lolkje Anema (Ried, 23 december 1871 – 's-Gravenhage, 17 september 1953) was een Nederlandse kunstschilder en tekenaar.

## Leven en werk
Lolkje Anema was een dochter van landbouwer Wybe Jans Anema (1838-1913) en Jeltje Klazes Rienks (1839-1909). Ze maakte studiereizen naar München en Parijs. Na het overlijden van haar vader verhuisde ze met haar zus Tietje naar Den Haag. Ze woonde er tot haar overlijden, met een aantal tussenpozen in Frankrijk.
Anema schilderde en tekende onder andere bloemstillevens, berglandschappen en duinlandschappen, en maakte houtsnedes. Ze was lid van de Schilderessenvereniging ODIS, waarmee ze ook exposeerde. In 1913 nam ze deel aan de tentoonstelling De Vrouw 1813-1913 in Amsterdam. In 1921 had ze een solotentoonstelling bij met bloemen en Limburgse landschappen bij Pictura, de Haagsche Courant schreef: "Mej. L. Anema heeft blijkbaar haar schilderwerk rijp genoeg geoordeeld om er een afzonderlijke tentoonstelling van in te richten. Niet ieder zal het daarin met haar eens zijn." Naar aanleiding van een ODIS-tentoonstelling in 1937 was kunstcriticus Cornelis Veth positiever: "Nog meer landschappen hebben mij gefrappeerd: in de eerste plaats die van mej. L. Anema, het opmerkelijk spontane bosch, een overtuigende natuurindruk en het andere met de heuvels achter het dal, dat niet minder getuigt van het vermogen om een waarneming eenvoudig-treffend weer te geven." Ze toonde haar werk ook op de door het Frysk Selskip Sljucht en Rjucht in Den Haag georganiseerde tentoonstelling bij Esher Surrey (1919) en de Haagse Kunstkring (1939), naast onder anderen Jeanne Bieruma Oosting, Klaas van Leeuwen, Max Nauta en Roline Wichers Wierdsma, en op een tentoonstelling van moderne Friese kunst in het Fries Museum in Leeuwarden (1940).
Lolkje Anema overleed op 81-jarige leeftijd, ze werd begraven op Oud Eik en Duinen.